# B. J. Elder
B. J. Elder, né le 9 septembre 1982, à Madison, en Géorgie, est un ancien joueur américain de basket-ball. Il évolue au poste d'ailier.

## Palmarès
- All-NBDL Second Team 2007
- Coupe d'Italie de Legadue 2013